# Iedere avond
Iedere avond is een single van de Nederlandse zanger Ronnie Tober. Het is een cover van het oorspronkelijk instrumentale Twilight Time, gecomponeerd door The Three Suns (Morty Nevins, Al Nevins en Arty Dunn), later voorzien van een tekst door Buck Ram. De Nederlandstalige bewerking is van Pierre Wijnnobel. De zanger wordt begeleid door een orkest olv Jack Bulterman, die ook voor het arrangement zorgde.

## Tracklist

### 7" Single
Philips
1. Iedere avond
2. Voor jou (wil ik uren lang in de kou staan)

## Hitnotering
| Iedere avond       | Iedere avond          | Iedere avond | Iedere avond | Iedere avond | Iedere avond | Iedere avond | Iedere avond | Iedere avond | Iedere avond | Iedere avond | Iedere avond | Iedere avond | Iedere avond | Iedere avond | Iedere avond | Iedere avond | Iedere avond | Iedere avond     |
| Hitlijst           | Datum van binnenkomst | Week:        | 1            | 2            | 3            | 4            | 5            | 6            | 7            | 8            | 9            | 10           | 11           | 12           | 13           | 14           | 15           | Laatste notering |
| ------------------ | --------------------- | ------------ | ------------ | ------------ | ------------ | ------------ | ------------ | ------------ | ------------ | ------------ | ------------ | ------------ | ------------ | ------------ | ------------ | ------------ | ------------ | ---------------- |
| Nederlandse Top 40 | 13-02-1965            | Positie:     | 33           | 22           | 14           | 12           | 13           | 11           | 11           | 14           | 20           | 19           | 21           | 30           |              |              |              | 01-05-1965       |
| Nederlandse Top 40 | 15-05-1965            | Positie:     |              |              |              |              |              |              |              |              |              |              |              |              | 39           | 35           |              | 22-05-1965       |
| Nederlandse Top 40 | 05-06-1965            | Positie:     |              |              |              |              |              |              |              |              |              |              |              |              |              |              | 38           | 05-06-1965       |